# Волчій Град
Волчій Град (словен. Volčji Grad) — поселення в общині Комен, Регіон Обално-крашка, Словенія. Висота над рівнем моря: 250,4 м.